# Send Me an Angel
Send Me an Angel — сингл немецкой рок-группы Scorpions с альбома Crazy World, выпущенный в 1990 году. Вместе с «Wind of Change» песня стала основной песней альбома, обладая позицией № 44 в Billboard Hot 100 и восьмым местом в Hot Mainstream Rock Tracks.
Оркестровая версия песни была выпущена в составе альбома Moment of Glory в исполнении итальянского певца Дзуккеро. Акустическая версия вошла в альбомы Acoustica и MTV Unplugged – Live in Athens. Также была выпущена кавер-версия за авторством немецкого пианиста-органиста Клауса Вундерлиха и версия песни в дуэте с Джо Кокером.

## Список композиций
7" single
1. "Send Me an Angel" — 4:32
2. "Crazy World" — 5:08

CD maxi
1. "Send Me an Angel" — 4:32
2. "Crazy World" — 5:08
3. "Holiday (live)" — 3:15

## Позиции в чартах
| Чарт (1991)                          | Высшая позиция |
| ------------------------------------ | -------------- |
| Австрия (Ö3 Austria Top 40)          | 8              |
| Бельгия/Валлония (Ultratop 50)       | 4              |
| Canadian RPM Top 100                 | 19             |
| Dutch Top 40                         | 4              |
| Франция (SNEP)                       | 8              |
| Германия (GfK)                       | 5              |
| Швеция (Sverigetopplistan)           | 4              |
| Швейцария (Schweizer Hitparade)      | 14             |
| Великобритания (OCC UK Singles)      | 27             |
| США (Billboard Hot 100)              | 44             |
| Billboard Hot Mainstream Rock Tracks | 8              |
| Cashbox Top 100                      | 30             |